# Excisa
Excisa ist eine Gattung der Rollschwänze mit fünf Arten. Sie sind Parasiten bei Vögeln.

## Merkmale
Excisa hat die Merkmale der Habronematidae. Die Lippen sind median tief eingekerbt, ein über die Pseudolippen ragender Lappen fehlt. Die Pseudolippen überragen die Lippen nach vorn und enden mit drei großen Zähnen, welche sich mit denen der gegenüberliegenden Seite verhaken. Ein medianer Zahn ist nicht ausgebildet. Die Mundhöhle ist zusammengedrückt und ihre Wand nur wenig sklerotisiert.

## Systematik
Zur Gattung gehören folgende Arten:
- Excisa buckleyi Ali, 1961
- Excisa columbi Gogoi & Islam, 1989
- Excisa excisa Molin, 1860
- Excisa excisiformis Yamaguti, 1935
- Excisa ramphastina Zhang & Brooks, 2004